# Knock Knock (film 2015)
Knock Knock è un film del 2015 co-scritto, diretto e co-prodotto da Eli Roth.
La pellicola, con protagonista Keanu Reeves, è il remake del film Death Game del 1977, diretto da Peter S. Traynor.

## Trama
L'architetto Evan Webber è felicemente sposato e ha la casa tutta per sé durante il fine settimana della festa del papà, mentre la sua famiglia parte per una gita in spiaggia precedentemente programmata.
Sua moglie Karen, artista di successo, lascia al loro assistente Louis il compito di spostare una sua scultura in una galleria d'arte. Quella sera Evan, da solo nella sua bellissima casa di lusso, sta lavorando al progetto di una casa in costruzione quando, sotto una pioggia dirompente, due ragazze, Genesis e Bel, bussano alla sua porta dicendo di essere in cerca dell'indirizzo di una festa. Data la loro impossibilità di comunicare con qualcuno, Evan le fa entrare e permette loro di usare internet per trovare l'indirizzo. Dopo aver rintracciato la strada, l'architetto si offre di contattare il servizio Uber per loro: l'autista più vicino, però, arriverà in 45 minuti.
Nel frattempo le ragazze si mettono comode, e Evan mette su alcuni dei suoi vecchi dischi in vinile, risalenti a quando faceva il disc jockey. La conversazione si evolve: le due giovani esprimono la loro opinione sulla poligamia umana, poi raccontano all'architetto del loro lavoro di assistenti di volo, e di come si impegnino in attività sessuali con un uomo nuovo in ogni città in cui vanno. Genesis chiede poi all'imbarazzato padrone di casa di poter usare il bagno. Essendo l'autista in procinto d'arrivare, Evan va ad avvisare le ragazze trovandole entrambe sotto la doccia, nude e avide di lui. L'uomo cerca di convincerle ad andarsene ma finisce per farsi sedurre e fare sesso con loro, mentre l'autista, avendole attese inutilmente se ne va. Il giorno seguente, Evan si sveglia e va in cucina: Genesis e Bel stanno facendo colazione e guardando cartoni animati dopo aver sporcato ovunque, niente affatto preoccupate di doversene andare.
In seguito Evan scopre che la scultura di sua moglie, che Louis avrebbe dovuto tenere per la galleria d'arte, è stata completamente ricoperta di disegni osceni dalle due ragazze. Spazientito, si offre di riportarle a casa e, quando minaccia di chiamare la polizia al loro rifiuto, le due rivelano di essere in realtà minorenni e lo minacciano di denuncia per stupro. A sua volta Evan minaccia una denuncia per effrazione: a quel punto le ragazze accettano di andarsene. Lasciate davanti alla casa di un quartiere benestante in cui presumibilmente vivono, Evan, dopo aver ripulito la cucina e la scultura, riprende il suo lavoro al computer. Attirato da un rumore, però, si alza per controllare, e viene assalito da Genesis, che lo tramortisce.
Si risveglia legato al letto, con Bel che procede a violentarlo indossando la divisa scolastica della figlia. Evan però reagisce, riesce a liberarsi una mano e a colpirla, per poi cercare di aggredire anche Genesis; questa però lo trafigge alla spalla con una forchetta, facendolo svenire per il dolore. Le due ragazze lo immobilizzano di nuovo, questa volta a una sedia, e incominciano a torturarlo in vari modi, ad esempio sfasciandogli casa sotto i suoi occhi o assordandolo con musica sparata ad altissimo volume nelle cuffie. Più tardi arriva Louis a ritirare la scultura, incontrando suo malgrado le due ragazze: Genesis si spaccia per la nipote di Evan, mentre Bel per una sua amica. Vedendo come hanno ridotto la preziosa scultura, però, Louis si arrabbia, e capisce che le due sono in realtà delle bugiarde; scopre inoltre che Evan è stato fatto prigioniero, e cerca quindi di liberarlo, ma la sua attenzione viene attirata dalle ragazze che cominciano a distruggere la statua; Louis viene colto da un attacco d'asma, ma scopre che Genesis e Bel gli hanno sfilato l'inalatore dalla tasca; cercando di recuperarlo inciampa però su un pezzo della scultura ormai rovinata, sbattendo la testa e morendo sul colpo. Le due nascondono il cadavere e mandano un SMS dal cellulare di Evan a quello di Louis, dove lo accusa di avere una relazione con la moglie, così gli eventuali investigatori penserebbero che si sia trattato di un delitto passionale il cui colpevole sia Evan.
Si scopre poi che Genesis e Bel stavano spiando Evan e la sua famiglia già da diverso tempo. Il mattino seguente, dopo diverse richieste di pietà, le due decidono di risparmiargli la vita dopo averlo sotterrato fino alla testa nel giardino (in realtà per loro si è trattato solo di un gioco), rivelandogli come in realtà non siano minorenni e come Evan non sia il primo uomo a cui hanno fatto questo, aggiungendo che ogni padre e marito, per quanto amasse la sua famiglia, non sia mai riuscito a resistere alle loro provocazioni sessuali. Come se non bastasse, Evan scopre che Genesis aveva filmato con il suo stesso cellulare il rapporto sessuale tra lui e Bel, poi lo ha inoltrato su internet inviandolo ai contatti di Evan, il quale impotente vede le due ragazze lasciare casa sua, mentre osserva i commenti negativi che le persone scrivono sotto il video, rendendosi conto che la sua vita è ormai rovinata. Karen e i figli, al ritorno, trovano la casa devastata.

## Produzione
Le riprese del film sono iniziate il 14 aprile 2014 a Santiago del Cile e sono terminate l'11 maggio.

## Promozione
Il primo teaser trailer del film viene diffuso il 24 gennaio 2015 dallo stesso Eli Roth sul suo profilo twitter.

## Distribuzione
La pellicola è stata presentata al Sundance Film Festival 2015, mentre il 9 ottobre è uscita nelle sale cinematografiche americane e nelle piattaforme digitali.
Inizialmente prevista per la fine del 2015, l'uscita nelle sale italiane viene posticipata a marzo del 2016, ma nel febbraio dello stesso anno viene aggiunto nel catalogo di Infinity TV e nella programmazione di Mediaset Premium. Il 1º marzo 2016 il film venne trasmesso in anteprima televisiva su Canale 5 in prima serata.

## Finale alternativo
Evan decide di vendicarsi rintracciando le ragazze a casa di un'altra vittima tramite il localizzatore GPS di Monkey, il suo bulldog francese, sul colletto. Bussa alla porta e le ragazze chiedono "Chi c'è?".